# أبيوقا (دسوق)
أبيوقا، قرية مصرية تابعة للوحدة المحلية لقرية كنيسة الصرادوسي التابع لمركز دسوق في محافظة كفر الشيخ في جمهورية مصر العربية.

## التاريخ
قرية أبيوقا من القرى القديمة، حيث وردت باسم «بيوقه» في أعمال الغربية ضمن قرى الروك الصلاحي التي أحصاها ابن مماتي في كتاب قوانين الدواوين، كما وردت باسم «أبيوقه» في أعمال الغربية ضمن قرى الروك الناصري التي أحصاها ابن الجيعان في كتاب «التحفة السنية بأسماء البلاد المصرية». وفي العصر العثماني وردت باسم «أبيوقه» في التربيع العثماني الذي أجراه الوالي العثماني سليمان باشا الخادم في عصر السلطان العثماني سليمان القانوني ضمن قرى ولاية الغربية، وفي تاريخ 1228هـ/1813م الذي عدّ قرى مصر بعد المسح الذي قام به محمد علي باشا باسم «أبيوقا» ضمن قرى مديرية الغربية.

## توابع القرية
لها 6 توابع من عزب وكفور ونجوع:
- الصايغ
- الحنطور (أبو راس)
- الريس
- الدقدوقي
- شوكت الفار
- جويدة

## السكان
حسب إحصاءات عام 2006، بلغ عدد سكان أبيوقا 4,070 نسمة، منهم 2,044 ذكر و2,026 أنثى.